# Novo Hopovoklostret
Novo Hopovoklostret (serbiska: Манастир Ново Хопово/Manastir Novo Hopovo) är ett serbisk-ortodoxt kloster beläget på berget Fruška Gora i provinsen Vojvodina i norra Serbien.

## Historia
Novo Hopovoklostret byggdes av despoter av huset Branković på 1600-talet.

## Övrigt
Ungefär två kilometer från Novo Hopovoklostret finns Staro Hopovoklostret.

## Bilder

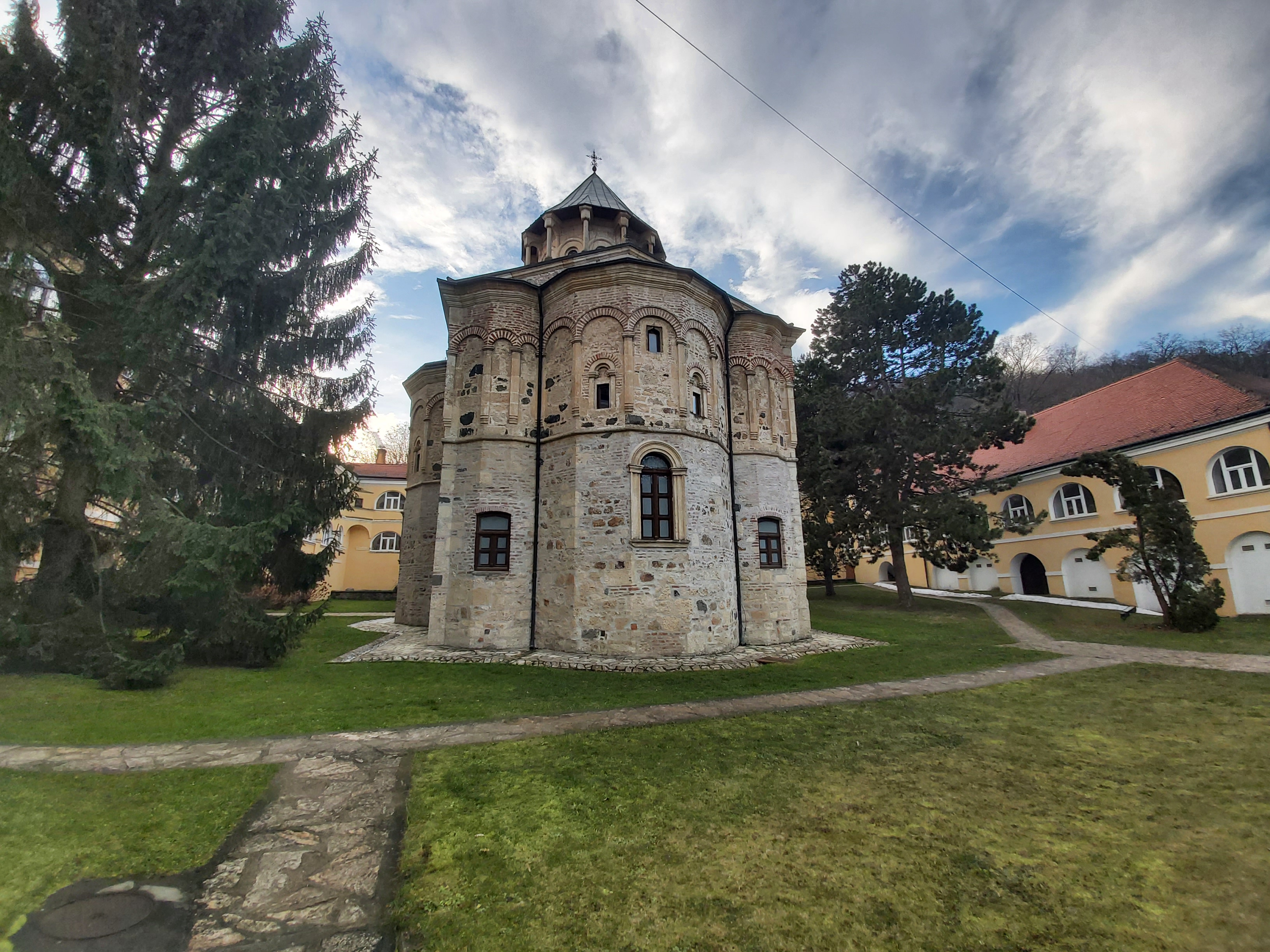
Baksidan.
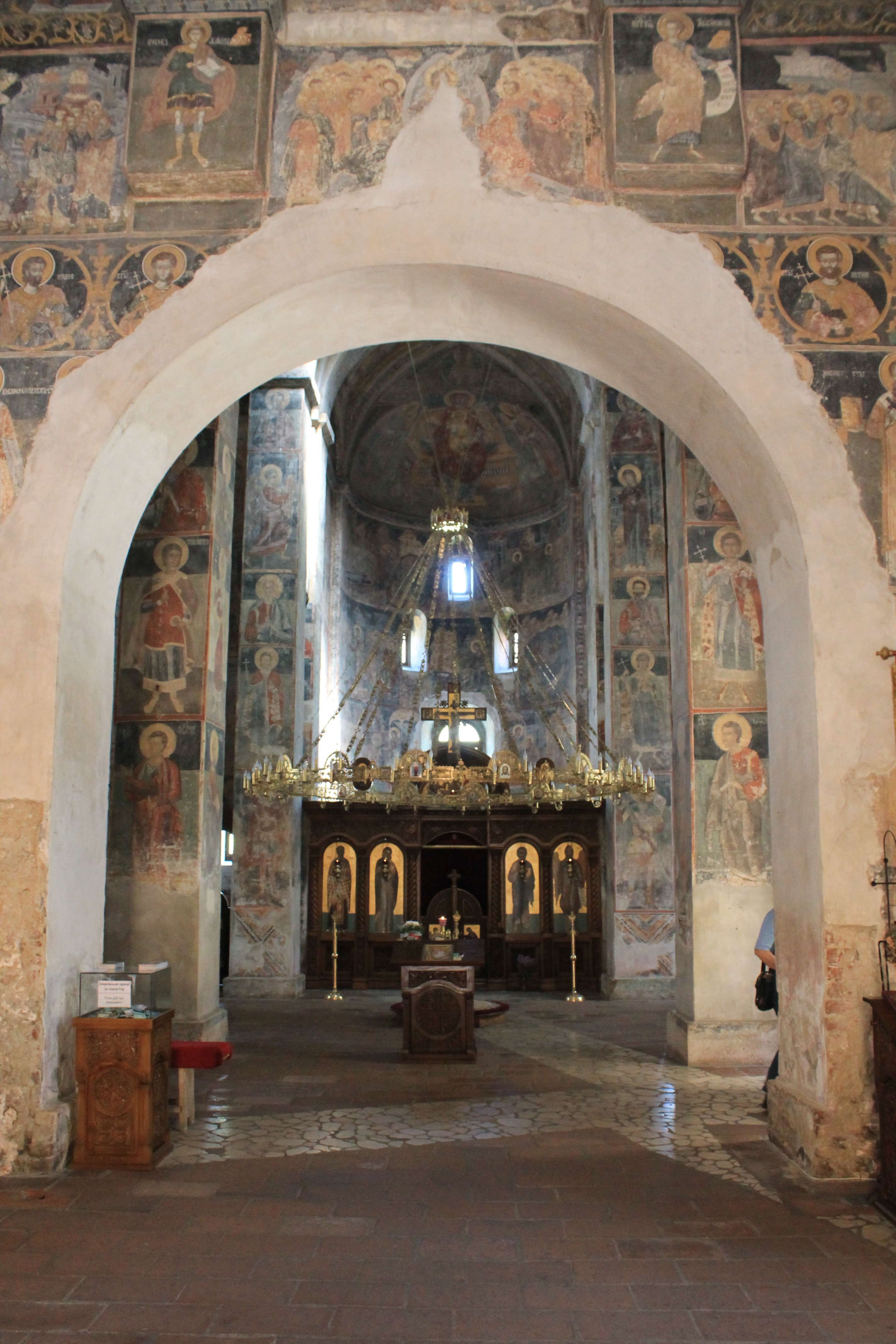
Klosterkyrkans interiör mot ikonostasen.
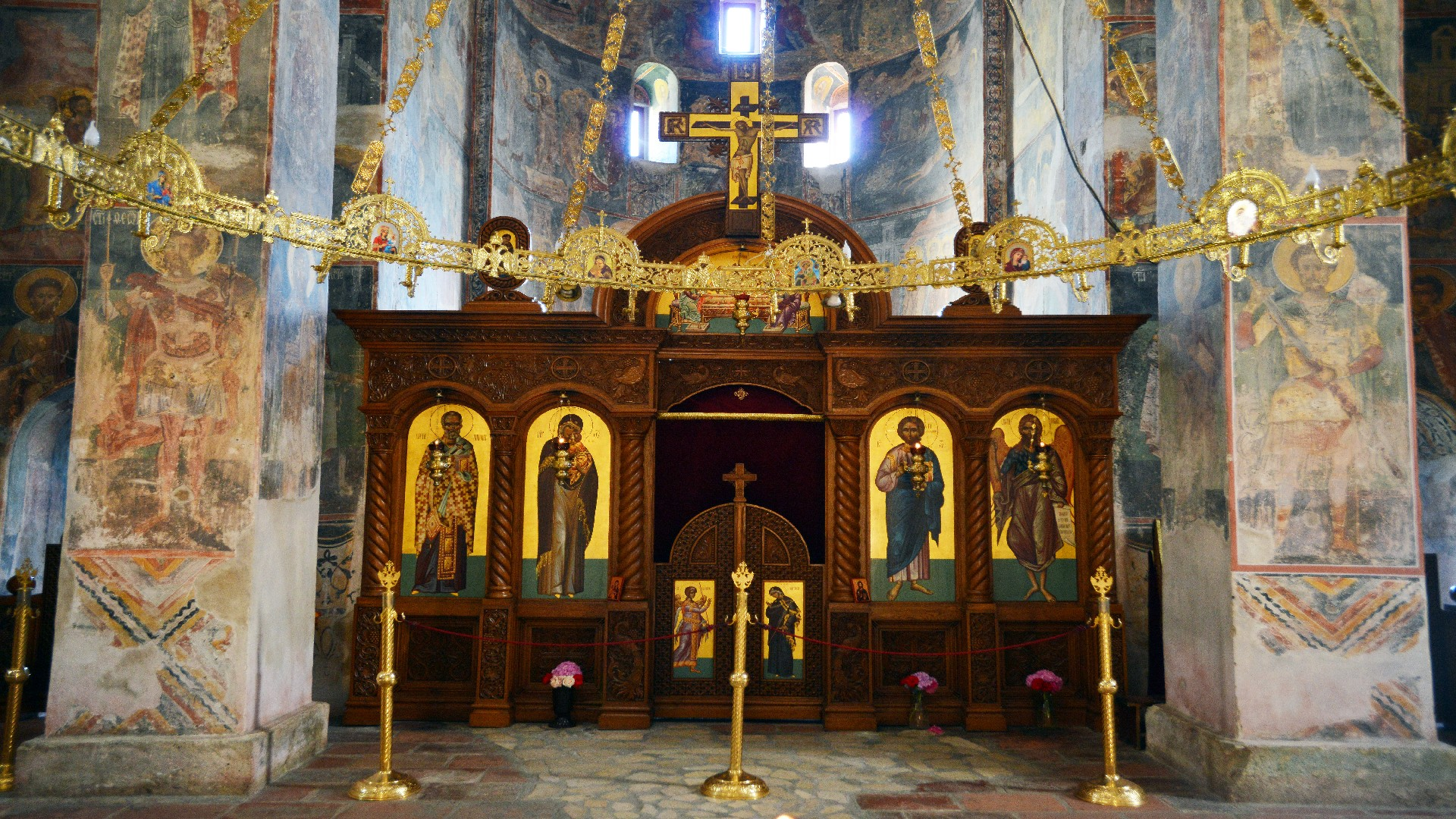
Ikonostasen.
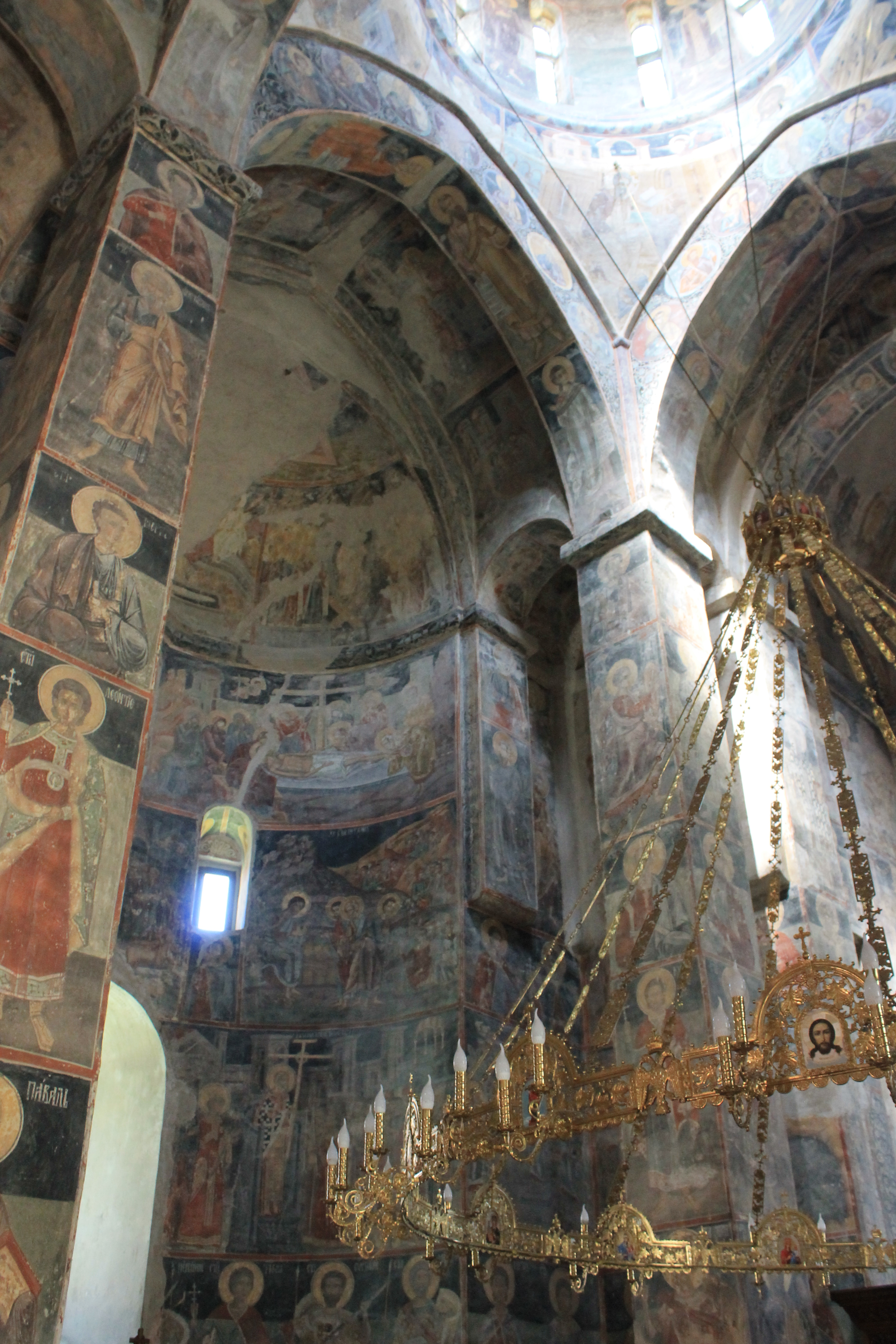
Fresker.
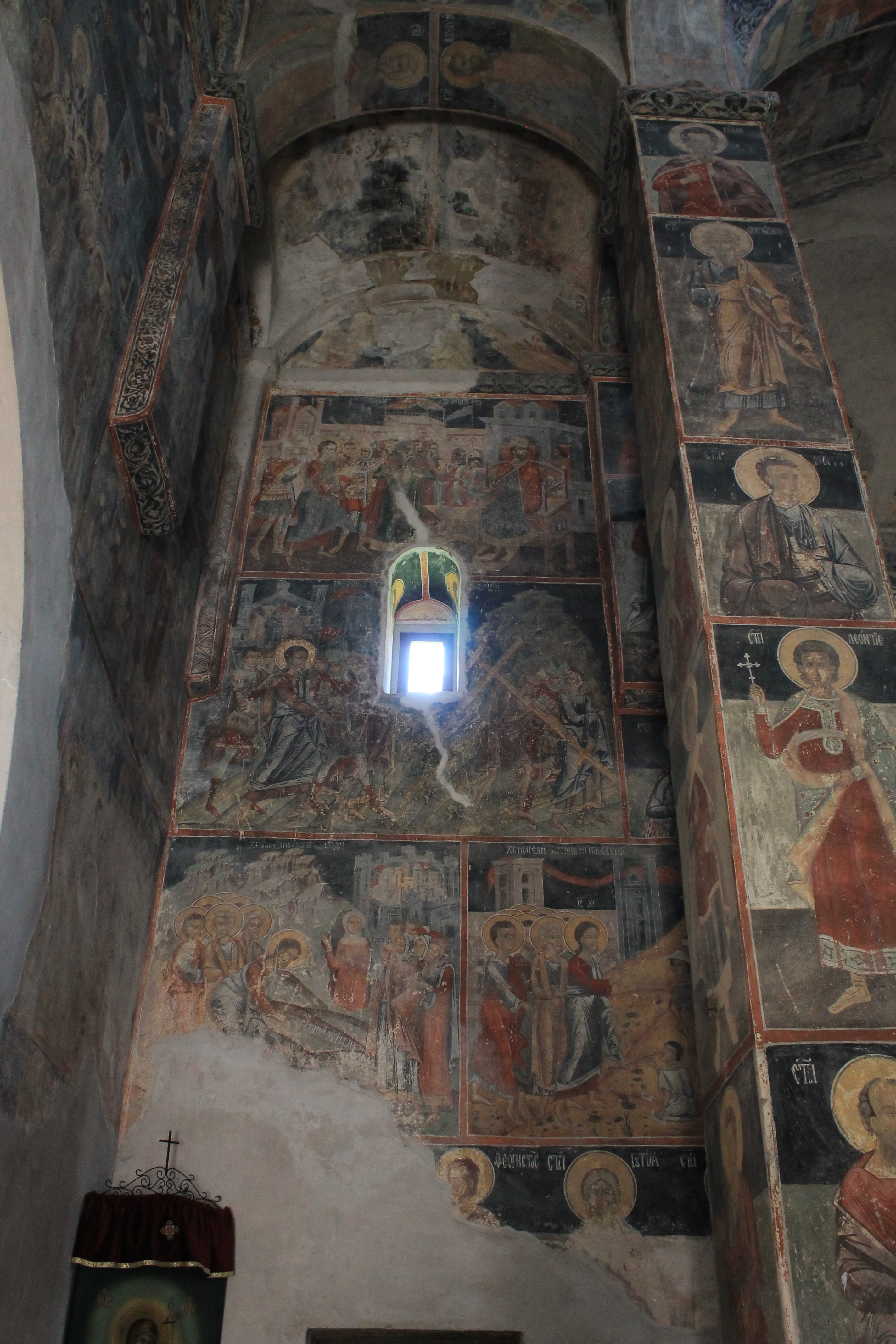
Fresker.
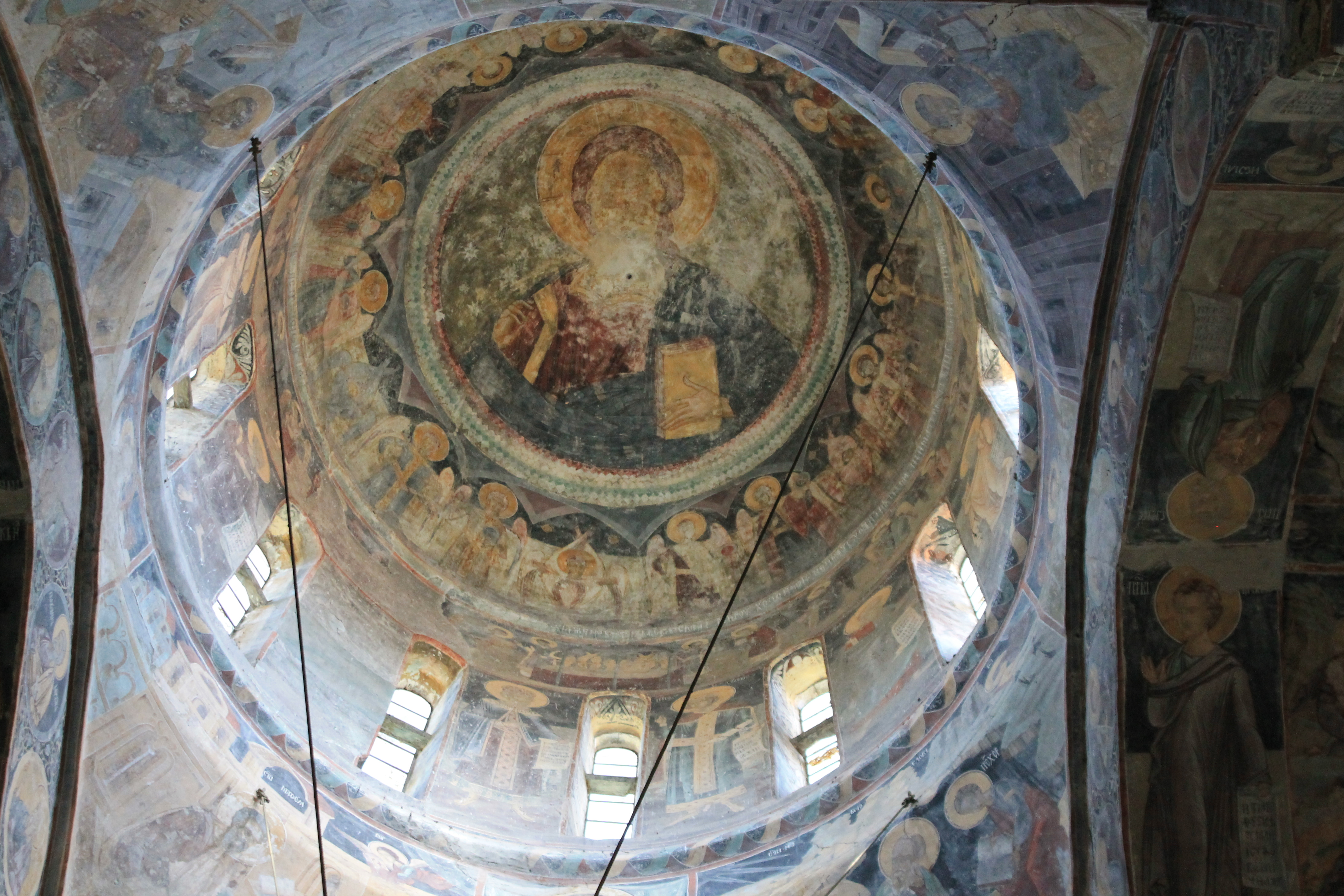
Kupolen inifrån.
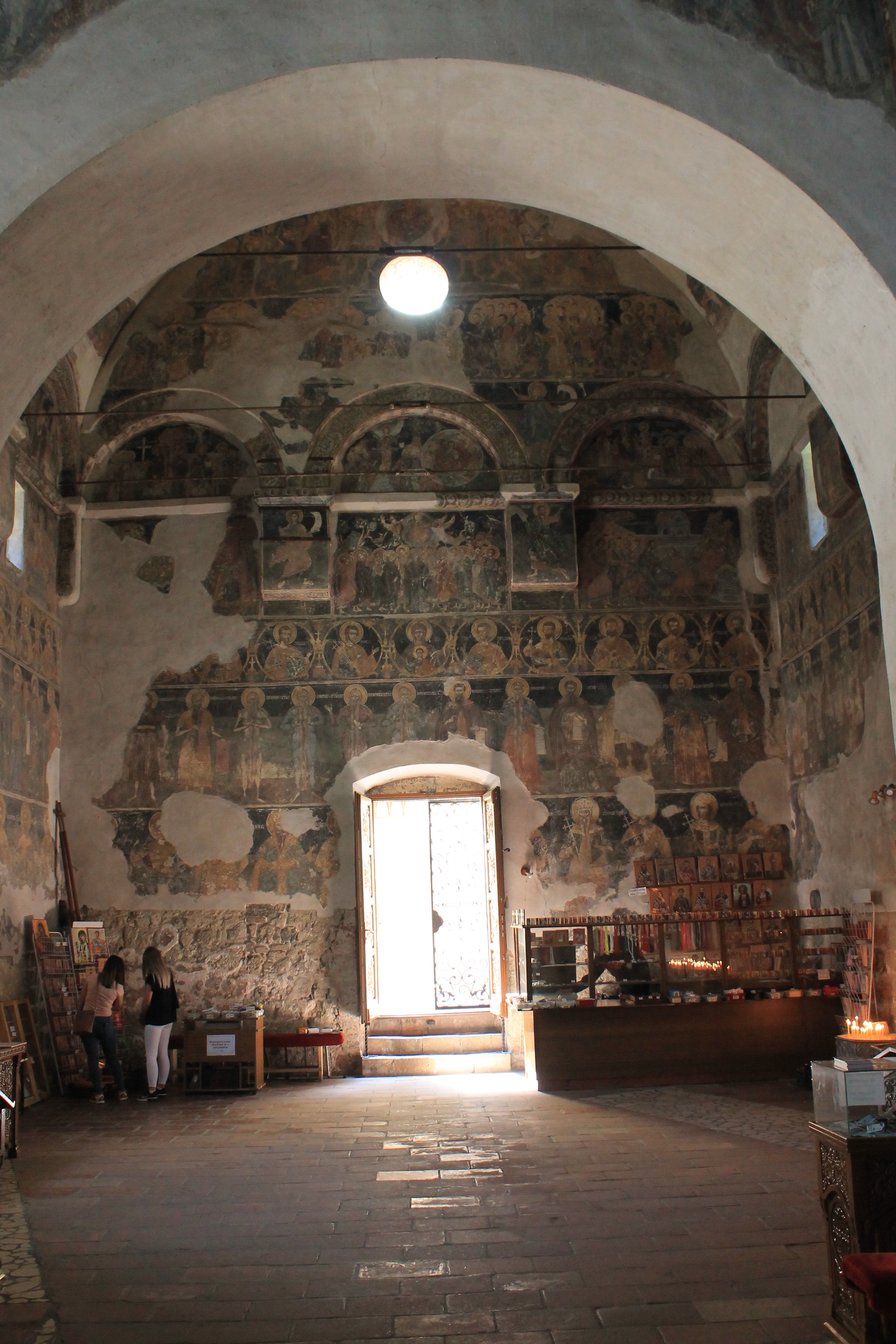
Interiör.